# Terpides jessiae
Terpides jessiae is een haft uit de familie Leptophlebiidae. De wetenschappelijke naam van de soort is voor het eerst geldig gepubliceerd in 1974 door Peters & Harrison.
De soort komt voor in het Neotropisch gebied.